# Вртлинска
Вртлинска је насељено место у саставу града Чазме у Бјеловарско-билогорској жупанији, Република Хрватска.

## Историја
До територијалне реорганизације у Хрватској налазила се у саставу старе општине Чазма.

## Становништво
На попису становништва 2011. године, Вртлинска је имала 164 становника.

## Попис1991.
На попису становништва 1991. године, насељено место Вртлинска је имало 214 становника, следећег националног састава:
| Попис 1991.‍  | Попис 1991.‍  | Попис 1991.‍ | Попис 1991.‍ | Попис 1991.‍ |
| ------------ | ------------ | ----------- | ----------- | ----------- |
|              |              |             |             |             |
| Хрвати       | Хрвати       |             | 197         | 92,05%      |
| Муслимани    | Муслимани    |             | 10          | 4,67%       |
| Југословени  | Југословени  |             | 1           | 0,46%       |
| Словаци      | Словаци      |             | 1           | 0,46%       |
| Словенци     | Словенци     |             | 1           | 0,46%       |
| Срби         | Срби         |             | 1           | 0,46%       |
| неопредељени | неопредељени |             | 3           | 1,40%       |
| укупно: 214  |              |             |             |             |